# Królestwo Niemieckie
Królestwo Niemieckie (łac. Regnum Teutonicum / Regnum Teutonicorum, niem. Reich der Deutschen / Königreich Deutschland) – średniowieczne i nowożytne państwo na terenie dzisiejszych Niemiec, Austrii, Holandii, Belgii, Luksemburga, Słowenii oraz częściowo Szwajcarii i Francji. Instytucjonalnie tożsame z Królestwem wschodniofrankijskim – nazwę Królestwo Niemieckie stosuje się dla epoki po wymarciu dynastii Karolingów. Od 962 część składowa i rdzeń terytorialny Świętego Cesarstwa Rzymskiego.
Instytucje polityczne Świętego Cesarstwa Rzymskiego i Królestwa Niemieckiego były po roku 962 w zasadzie tożsame. Ustrój i historia obu organizmów pokrywają się w dużej mierze, choć należy pamiętać, że Święte Cesarstwo obejmowało także Włochy i Burgundię. Władca tytułowany był po koronacji przez papieża cesarzem rzymskim, a bez niej od XI wieku – królem Rzymian (Rex Romanorum). Od czasu Maksymiliana I każdy wybrany władca stawał się od razu cesarzem, a wybranego za jego życia następcę tytułowano królem Rzymian.
Wskutek rozdrobnienia feudalnego nastąpił faktyczny rozpad Królestwa Niemieckiego, potęgując stopniową defragmentaryzację na mniej lub bardziej niezależne twory państwowe, wciąż pozostające w granicach Rzeszy.
W epoce nowożytnej nastąpiło utożsamienie Świętego Cesarstwa z państwem niemieckim i nazwa Królestwo Niemieckie praktycznie wyszła z użycia, chociaż cesarze używali konsekwentnie obu tytułów. Stąd zamienne stosowanie pojęć Święte Cesarstwo Rzymskie i Rzesza Niemiecka.
Instytucjonalny kres Królestwa nastąpił w 1806 kiedy, po secesji przez Francję kilkunastu księstw i klęsce Austriaków z Napoleonem w bitwie pod Austerlitz, ostatni cesarz rzymski i król niemiecki Franciszek II ogłosił rozwiązanie Świętego Cesarstwa Rzymskiego.

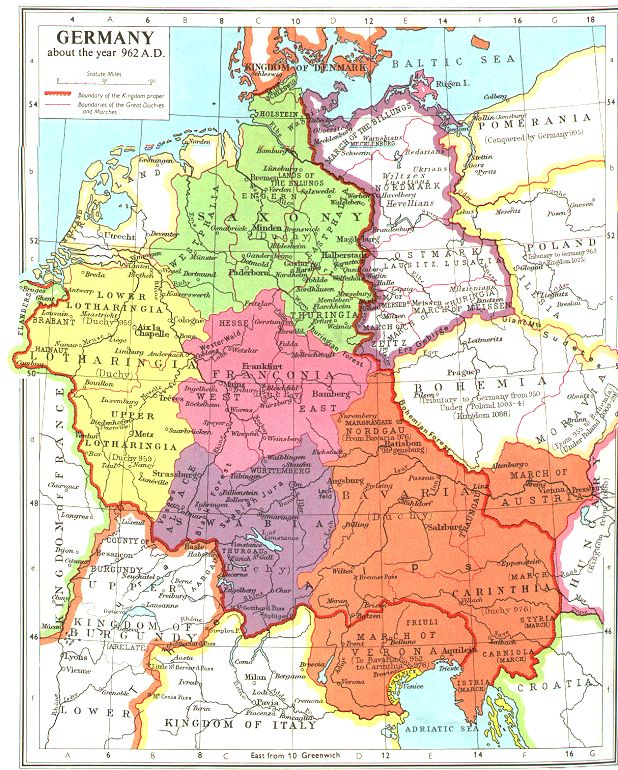
Niemcy w 962 r.
Księstwo Saksonii
Księstwo Lotaryngii
Księstwo Frankonii
Księstwo Szwabii
Księstwo Bawarii

     Księstwo Saksonii
     Księstwo Lotaryngii
     Księstwo Frankonii
     Księstwo Szwabii
     Księstwo Bawarii